# Accidente aéreo de la Base Aérea de Los Llanos de 2015
El 26 de enero de 2015, un caza a reacción General Dynamics F-16 Fighting Falcon, perteneciente a la Fuerza Aérea de Grecia, se estrelló en la zona aire en la Base Aérea de Los Llanos en Albacete, España, matando a once personas: los dos pilotos y nueve personas más en tierra.

## Antecedentes
La Base Aérea de Los Llanos es la puerta de entrada al Programa de Liderazgo Táctico de la OTAN (TLP), una serie de ejercicios regulares de entrenamiento para el personal de diez fuerzas aéreas miembros de la alianza. En enero de 2015, durante el TLP2015-1, varias fuerzas aéreas de la OTAN desplegaron aviones en la base, incluyendo cuatro cazas F-16 Trancha 50 del escuadrón 341º de la Fuerza Aérea Griega, apoyados por 41 pilotos y técnicos del Ala de Combate 111, basados en la Base Aérea Nea Anchialos.

## Accidente
El 26 de enero de 2015, un caza a reacción F-16 de la Fuerza Aérea de Grecia se estrelló contra otro avión inmediatamente después de despegar, causando una explosión que causó la muerte de 16 personas, 5 heridos fallecieron después del accidente, 11 personas murieron en el acto. Entre los muertos se incluían los dos pilotos del avión y ocho miembros del ejército francés en tierra. 21 personas resultaron heridas, seis de ellas de gravedad. El 27 de enero de 2015, un piloto francés que había sufrido grandes quemaduras murió, elevando el total de muertos hasta los once.
Se trata del accidente aéreo militar con mayor mortalidad en España desde 1984, que fue el Accidente aéreo de Borja, cuando un avión de transporte de Estados Unidos se estrelló contra la cresta de una montaña, matando a 18 personas.

## Investigación
Los hallazgos iniciales fueron que se desarrolló un fallo técnico a bordo del F-16 durante el despegue, y los dos miembros de la tripulación habían tratado de eyectarse. El analista de aviación Sean Maffett dijo al BBC News Channel que era "difícil imaginar cómo había ocurrido el accidente, porque la pista donde el avión estaba despegando estaba a unos 1.000 pies (305 m) de distancia de donde aparentemente tuvo lugar el accidente".
Seis meses después, en julio, los investigadores determinaron que una "lista de comprobación" para el vuelo mal colocada en la cabina podría haber causado el accidente del avión. Según un informe de la junta de investigación de seguridad del Ministerio de Defensa francés, un botón manual en la cabina que controlaba el compensador del timón de cola se giró inadvertidamente completamente hacia la derecha, lo que provocó que el avión se inclinara sin control hacia la derecha segundos después del despegue. Algún tiempo antes de que el F-16D despegara, "el compensador de guiñada se ajustó a la máxima desviación hacia la derecha, lo que afectó drásticamente la aerodinámica del avión durante el despegue", decía el informe.
Aunque hay protectores de seguridad montados a ambos lados del interruptor de compensación de guiñada para evitar que se mueva involuntariamente, los investigadores creen que una de las tres listas de verificación de vuelo mal puesta en la cabina debió de haber atascado la perilla completamente hacia la derecha. Las listas de verificación debían colocarse en el compartimento de almacenamiento de la cabina, pero el piloto principal guardó su bolsa de vuelo en el compartimento, según el informe.
Las pruebas físicas realizadas por los miembros de la junta de investigación de seguridad determinaron que, si bien es difícil girar la perilla inadvertidamente, un objeto como una lista de verificación (generalmente están laminadas) empujada entre la perilla de guiñada y la protección de seguridad "puede causar los mismos movimientos de balanceo y guiñada registrados" en la aeronave.
El avión de la Fuerza Aérea Helénica se estrelló unos 7,8 segundos después del despegue, ya que el estabilizador desviado obligó al avión a inclinarse bruscamente hacia la derecha y bajó el morro. "Las acciones del piloto principal con la palanca de control izquierda fueron insuficientes para detener el giro hacia la derecha", según el informe.
El piloto principal "tuvo que reaccionar a una altitud implacable de no más de 6 pies (1,8 metros); el hecho de que el tren de aterrizaje se dejara en la posición bajada puede considerarse como una clara indicación de la naturaleza sorprendente del problema".

## Daños militares
En el lugar exacto del siniestro se encontraban en línea tres cazas franceses, un Mirage 2000 y dos Alfa Jet y dos cazas AMX italianos, que resultaron afectados.